# Talassèmia
Les talassèmies (del grec θάλασσα, thalassa, que significa mar) són un grup de trastorns sanguinis trastorns genètics hereditaris que es manifesten com la producció reduïda d'hemoglobina. Els símptomes depenen del tipus de talassèmia i poden variar de cap a greus, inclosa la mort. Sovint hi ha anèmia lleu a greu (nombre baix de glòbuls vermells o hemoglobina), ja que la talassèmia pot afectar la producció de glòbuls vermells i també afectar la durada de la seva vida. Els símptomes inclouen cansament, pal·lidesa, problemes ossis, melsa augmentada de mida, icterícia, hipertensió pulmonar i orina fosca. El creixement i desenvolupament d'un nen poden ser més lents del normal.
Les talassèmies són trastorns genètics. La talassèmia alfa és causada per una producció deficient d'hemoglobina component de la subunitat alfa de l'hemoglobina o globina alfa, mentre que la talassèmia beta és una deficiència en el component de la subunitat beta o globina beta. La gravetat de les talassèmies alfa i beta depèn de quants gens són defectuosos dels quatre de la globina alfa o dos gens de la globina beta. El diagnòstic es fa normalment mitjançant anàlisis de sang, incloent-hi un hemograma, proves especials d'hemoglobina i proves genètiques. El diagnòstic es pot produir abans del naixement mitjançant proves prenatals.
El tractament depèn del tipus i la gravetat. Clínicament, la talassèmia es classifica com a talassèmia dependent de transfusió (TDT) o talassèmia no dependent de transfusió (TNDT), ja que això determina les principals opcions de tractament. La TDT requereix transfusions de sang regulars, normalment cada dues a cinc setmanes. Les TDT inclouen la talassèmia beta major, la malaltia de l'hemoglobina H i la talassèmia HbE/beta greu. La TNDT no necessita transfusions regulars, però pot requerir transfusió en cas d'una crisi d'anèmia. Les complicacions de la transfusió inclouen la sobrecàrrega de ferro amb la resultant malaltia cardíaca o malaltia hepàtica. Altres símptomes de les talassèmies inclouen l'augment de la melsa, infeccions freqüents i osteoporosi.
A 2021 una enquesta sobre la càrrega mundial de malalties va trobar que 1,31 milions de persones a tot el món tenen talassèmia greu, mentre que el tret talassèmic és present en 358 milions de persones, causant 11.100 morts anuals. És lleugerament més prevalent en homes que en dones. És més comú entre persones d'ascendència grega, italiana, d'Orient Mitjà, d'Àsia Meridional i d'Àfrica. Aquells que tenen graus menors de talassèmia, en comú amb aquells que tenen tret falciforme, tenen certa protecció contra la malària, cosa que explica per què el tret falciforme i la talassèmia són històricament més comuns a les regions del món on el risc de malària és més alt.

## Descripció
La talassèmia consisteix en un grup de malalties amb un ampli rang des de tan sols anormalitat asimptomàtiques en l'hemograma fins a una severa i fatal anèmia. L'hemoglobina de l'adult està composta per la unió de quatre grans cadenes de polipèptids: dues cadenes alfa (α) i dues cadenes beta (β). Hi ha dues còpies del gen que produeix l'hemoglobina α (HBA1 i HB2), i cada una codifica una α-cadena, i ambdós gens estan localitzats en el cromosoma 16. El gen codifica les cadenes β (HBB) que es troben en el cromosoma 11.
En la talassèmia alfa (gen HBA1 (Online Mendelian Inheritance in Man (OMIM): 141800) i HBA2 (Online Mendelian Inheritance in Man (OMIM): 141850)), hi ha una deficiència de síntesis de cadenes α. El resultat és un excés de cadenes β transportant deficientment l'oxigen el que condueix a baixes concentracions d'O₂ (hipoxèmia). Igualment, en la talassèmia beta (Online Mendelian Inheritance in Man (OMIM): 141900) hi ha una falta de cadenes beta. No obstant, l'excés de cadenes alfa poden formar agregats insolubles que s'adhereixen a la membrana dels eritròcits, podent causar la mort d'aquests i dels seus precursors, originant anèmia de tipus hemolítica.